# Le Plan-de-la-Tour
Le Plan-de-la-Tour là một xã thuộc tỉnh Var trong vùng Provence-Alpes-Côte d’Azur miền đông nam nước Pháp.